# Cazaubon
Cazaubon é uma comuna francesa na região administrativa da Occitânia, no departamento de Gers. Estende-se por uma área de 55.64 km², e possui 1.639 habitantes, segundo o censo de 2018, com uma densidade de 29 hab/km².